# Biryani

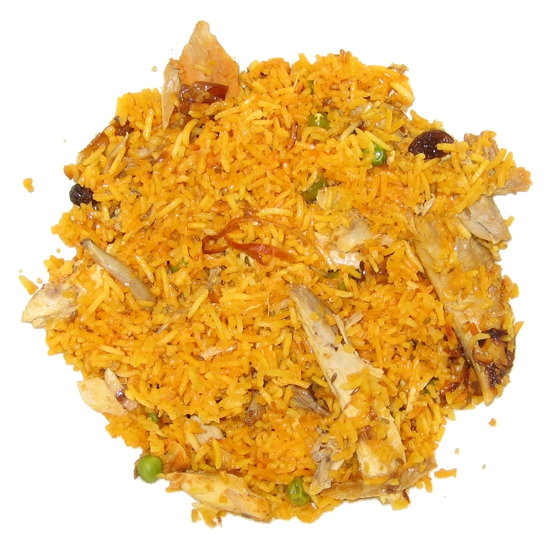
Biryani (cunoscut și ca danpauk), în Yangon, Myanmar

Biryani (sau Birijani; Urdu: بریانی; Hindi: बिरयानी, biryānī)  este o mâncare cu orez. Numele Biryani provine de la cuvântul persan beryā(n) (بریان) și înseamnă „prăjit“. Există variante regionale și locale de Biryani în Orientul Mijlociu până în partea de sud-est a Asiei.
Componenta principală este orezul, în special orezul Basmati. La aceasta se adaugă carne condimentată și prăjită, cum ar fi carne de miel, oaie, pui sau carne de vită. De asemenea, sunt variante vegetariene, biryani cu ouă fierte de găină. Tipic, de asemenea, sunt ceapa, ardei iute si nuci, care se adaugă la orez.  Populare sunt variantele cu iaurt, legume sau mango - chutney.